# Săvârșin
Săvârșin là một xã thuộc hạt Arad, România. Dân số thời điểm năm 2002 là 3294 người.